# Джон Лок (Загублені)
Джонатан (Джон) Лок (англ. John Locke) — вигаданий персонаж і один з головних героїв, якого грає Террі О'Квінн у телевізійному телесеріалі ABC «Загублені». Він названий на честь однойменного англійського філософа. У 2007 році О'Квінн отримав премію Еммі за роль Джона Лока у драматичному серіалі «Загублені».
Лок вперше з'являється як таємничий, інтелектуальний та стоїчний персонаж з близькістю до життя в дикій природі, схильністю до полювання та відстеження. Він вірить в містичні та духовні пояснення того, чому на острові відбуваються дивні речі, пов'язані з описаним ним «дивом», що трапилося після аварії рейсу «Oceanic» 815. Його стоїцизм і містичний світогляд домінують над своїм характером і є основою для багатьох його стосунків та взаємодій на шоу.

### Біографія
Джон народився 30 травня 1956. Мати — Емілі Лок. Батько — Ентоні Купер. Лока віддали під опіку держави. Він народився недоношеним після того, як мати потрапила під машину на шостому місяці вагітності. Він ріс в численних прийомних сім'ях. До нього приходив Річард Олперт і проводив тест, який Джон не пройшов, тому що обрав ніж. В одній з них він пережив смерть сестри, Дженні. У його матері почався психічний розлад, який припинився тільки, коли до них в дім прийшла собака, яка стала жити у них і спати в ліжку Дженні.
Набагато пізніше, вже до дорослого Лока, який працював в магазині іграшок прийшла жінка, яка стверджувала, що вона — його мати. Зацікавлений в особистості своїх батьків, Джон наймає приватного детектива, який знаходить справжнього батька Лока, Ентоні Купера. Купер тепло зустрічає Джона, вони полюють разом. Купер говорить, що йому потрібна трансплантація нирки. Лок стає донором, але після операції Купер відразу залишає лікарню, нічого не сказавши Джону і більше не бажаючи його знати. Емілі сказала Джону, що це все було підлаштовано Купером, щоб отримати нирку Лока.
Засмучений тим, що батько його обдурив і використав його Лок відвідує групу психологічної підтримки, де зустрічає жінку на ім'я Гелен. Гелен допомагає йому позбутися від тяжких спогадів про батька. Лок влаштовується на нову роботу. Джон і Гелен починають зустрічатися, а потім живуть разом. Лок хоче одружитися з Гелен, але раптом дізнається, що його батько загинув. На похороні Лок говорить, що прощає батька. Пізніше до Джона додому приходять дві людини, які розпитують його про Купера; вони впевнені, що він інсценував власну смерть. Коли Джон по роботі перевіряє будинок Надії, він зустрічає Купера, який говорить, що обдурив тих двох людей, привласнивши їх 700 тисяч доларів, які тепер лежать на депозитному рахунку, і просить Джона зняти ці гроші. Він неохоче погоджується і робить це таємно від Гелен. При передачі грошей Гелен бачить його разом з батьком. Лок признається їй, що він брехав але тільки заради того, щоб допомогти батьку. Він пропонує Гелен стати його дружиною, але вона відмовляється та їде від нього.
Щоб втекти від минулого, Лок приєднується до комуни, яка вирощувала маріхуану. Одного разу він підбирає на дорозі попутника і привозить його в комуну. Через 6 тижнів він дізнається, що цей чоловік — офіцер поліції під прикриттям. За наказом комуни Джон веде його в ліс, щоб убити, але відпускає.
Потім він покидає комуну і живе один. Одного разу до нього приходить молода людина, яка запитує його про чоловіка по імені Адам Севард, який хоче одружитися з його багатою матір'ю, і ймовірно це той самий чоловік, якому Лок пожертвував свою нирку. Джон, якому незнайоме це ім'я розуміє, що йдеться про Купера, який провертає чергову аферу. Він знаходить батька, який в магазині вже робить покупки до весілля, і наполегливо вимагає від нього, щоб він скасував свій шлюб і поїхав з міста. Купер це обіцяє, а на наступний день до Лока приходять два детектива і кажуть, що хлопець який приходив до Джона був убитий, а в кишені його одягу був знайдений папірець з адресою Лока. Джон приходить до Купера і той каже, що багата жінка після загибелі її сина зовсім розбита і вирішила скасувати весілля. Лок хоче зателефонувати цій жінці, щоб упевнитися в цьому, і тоді Купер кидається на нього і викидає з вікна з висоти 80 футів. Після падіння до Лока підходить дивний чоловік і просить вибачення за те, що Джону довелося пройти через це. Джон уцілів, але отримав травму хребта, яка прикувала його до інвалідного крісла.
Після Джон знаходить роботу в пакувальній компанії, що належить Г'юго, де зазнає постійних насмішок з боку боса Ренді. Лок відправляється в тур до Австралії, але там йому відмовляють бачачи, що він інвалід. Йому доводиться повернутися в США, де він купує квитки на рейс 815.

### На острові

#### Сезон 1
Після катастрофи Лок чудесним чином виліковується. Навички виживання Джона притягують до нього Волта, що не подобається Майклу. Для того, щоб забезпечити уцілілим їжу Джон пропонує організувати полювання. Він разом з Кейт і Майклом відправляється в джунглі за кабанами. Під час полювання на кабана Лок вперше зустрічається з чорним димом, але нікому про це не говорить. Після він приносить на пляж убитого ним кабана, тим самим забезпечивши їм їжу. Також після цих подій Джон рятує Джека, який ледь не зірвався зі скелі. Він йде разом з Джеком, Кейт і Чарлі до печер, де дізнається про наркозалежність Чарлі. Він допомагає йому подолати тягу до героїну. Коли Саїд намагається засікти сигнал Руссо, Лок б'є його по голові, розбиває приймач і говорить Саїду, що в цьому винен той, хто не хоче їхати з острова, наводячи тим самим підозри на Соєра. Також Джон робить колискову для Клер на її день народження. Після викрадення Клер Джон разом з Джеком, Кейт та Буном відправляється на її пошуки.
Одного разу Бун і Джон знаходять люк, який вони намагаються відкрити. Джон вчить Волта як правильно кидати ніж, але Майклу це не подобається і він його забирає. Коли Волт зникає Майкл та Джон йдуть на його пошуки. Волт виявляється у пастці, але за допомогою Майкла і містера Лока він звільняється з неї. Після, слідуючи вказівкам зі свого сну, Джон відводить Буна в джунглі і знаходить там літак. Ноги Лока відмовляють, тому в літак піднімається Бун. Коли він падає на землю, Локу вдається піднятися на ноги і дотягнути Буна до табору. Він не говорить Джеку про причину того, що сталося, а тікає до люка і стукає в нього, поки всередині не запалюється світло. Лок повертається на пляж на похорон Буна. Після похорон Шенон намагається вбити Лока, але Саїд цьому заважає. Джон розповідає про люк Саїду і Джеку. Коли Руссо приходить на пляж і повідомляє про наближення Інакших, він разом з нею, Джеком, Кейт, Г'юго і Арцтом вирушає до «Чорної скелі» за динамітом. На зворотному шляху він другий раз бачить монстра, який намагається затягти його у яму, але Джек і Кейт рятують його. Після повернення до люка Джон підриває його за допомогою динаміту, незважаючи на прохання Г'юго не робити цього.

#### Сезон 2
Джон і Кейт першими спускаються в бункер. Спустившись в люк Лок знаходиться у Дезмонда під прицілом. Він дивиться відеоінструктаж разом з Джеком. Коли Дезмонд тікає, а Саїду вдається відновити комп'ютер, Джон наполягає на тому, що треба вводити числа. Він дає уроки стрільби Майклу, який потім тікає, замкнувши Лока і Джека в збройовій. Коли їх знаходить Соєр, вони втрьох відправляються в гонитву, але зустрічають інакших і повертаються назад в обмін на безпеку Кейт. Джон підозрює, що Чарлі знову вживає наркотики, а після того, як той намагається хрестити Аарона, б'є його. Після нападу на Сун, Джон і Джек сваряться через зброю і Соєр викрадає її.

Джон та Джек підривають кришку люка бункера

Після прибуття «Генрі Гейла», Лок тримає його в порожній збройовій. Коли Джон не встигає натиснути на кнопку, він бачить карту зі знаком питання, намальовану спеціальною фарбою на двері комп'ютерної кімнати. Коли з'ясовується що «Генрі» — не той, за кого себе видає, і що він не вводив числа, Джон втрачає віру у острів. Після вбивства Анни-Люсії, він з Еко відправляється в джунглі і шукає знак питання. Удвох вони знаходять станцію «Перлина»; після перегляду інструктажу Еко продовжує вводити числа, незважаючи на протести з боку Лока, якого Еко виганяє з бункера.
Коли на острів повертається Дезмонд, Джон з його допомогою відрізає Еко від комп'ютера і удвох з Дезмондом вони чекають поки таймер дійде до нуля. Дезмонд розуміє, що кнопку потрібно нажати, але Джон розбиває комп'ютер. На слова Дезмонда: « Що ти накоїв? Ти нас всіх вбив», Джон відповідає: «Ні. Я нас всіх врятував». Коли таймер доходить до нуля і все в бункері починає трястися, Джон розуміє, що помилявся. Він знаходиться в бункері, коли Дезмонд повертає ключ і люк вибухає.

#### Сезон 3
На наступний день Лок приходить до тями в джунглях, втративши дар мови. Він будує лазню, всередині якої, прийнявши галюциногени, бачить Буна, який просить його врятувати Еко. Джон і Чарлі відправляються в джунглі, де рятують Еко з лігва білого ведмедя і повертають в табір, де Джон оголошує, що піде рятувати Джека, Кейт і Соєра. На наступний день він веде Дезмонда, Саїда, Ніккі і Пауло на станцію «Перлина», де через одну з камер спостереження бачить Михайла Бакуніна на станції «Полум'я». Почувши шум нагорі, він піднімається вгору, де бачить вмираючого Еко. На похороні містера Еко Джон бачить напис на палиці, яка направляє його на північ.
Коли Кейт з Соєром повертаються на пляж, Лок разом з нею і Саїдом відправляються в джунглі за Руссо. Разом вони знаходять станцію «Полум'я». Обігравши комп'ютерну станцію у шахи, він підриває її. Перед тим, як подолати звуковий бар'єр він штовхає на нього Михайла. Коли група приходить до бараків інакших, він бачить Джека, який розмовляє з Томом. Цієї ж ночі Джон проникає в будинок Бена і відправляється до підводного човна з Алекс на мушці. Використавши C-4 зі станції «Полум'я», Джон підриває субмарину. Інакші ловлять його і відводять в кімнату, в якій сидить Ентоні Купер(Людина з Талахассі).
Локу пропонують приєднатися до «Інакших», він погоджується. Серед інакших він зустрічає Сінді Чендлер, яка говорить, що всі дуже збуджені його появою. Цієї ж ночі, Бен наказує Джону вбити Купера, щоб остаточно приєднатися до інакших. Лок не здатний зробити цього й вони залишають його; Бен каже, що він може до них повернутися тільки з трупом батька на спині. До відходу, Річард повідомляє, що серед уцілілих є відмінна кандидатура на роль вбивці Купера. Джон повертається на пляж і бере Соєра з собою на «Чорну скелю», де замикає його в одній кімнаті з Купером. Коли Соєр вбиває Купера, Лок віддає йому диктофон з голосом Джульєт і каже, що вона — шпигун. Він відносить труп Купера на нову стоянку інакших, де змушує Бена відвести себе до Джейкоба. Бен погоджується і відводить Джона в покинуту хатину. Незважаючи на попередження Бена, не знайшовши в хатині нікого, Лок включає ліхтарик, що призводить до того, що всі предмети всередині починають трястись. Йдучи він чує голос, який говорить «Допоможи мені». Назад Бен веде Джона іншою стежкою, мимо ями зі скелетами співробітників ДАРМИ. Зрозумівши наміри Бена, Джон вихоплює ножа, але Бен стріляє в нього. Прокинувшись в ямі, Джон хоче покінчити життя самогубством, але перед ним з'являється Волт, який говорить, що у Джона є незакінчені справи. Джон йде до радіовежі, де кидає ніж в спину Наомі (тим самим вбиваючи її). Він намагається відговорити Джека від використання її телефону, але у нього нічого не виходить, і він іде.

#### Сезон 4
Джон запевняє всіх, що люди з корабля хочуть убити їх, і у результаті половина табору відправляється з Джеком, а половина — з Локом. Джон вирішує відправитися туди, де жили Інакші, але по дорозі вони зустрічають парашутистку Шарлотту. Вона розповідає, що прилетіла для того, щоб врятувати їх та Джон їй не вірить. І тільки, як він надумав взяти її в полон Бен несподівано стріляє у неї два рази. Але так як у неї був бронижилет вона виживає. Соєр б'є його і пропонує Локу пристрілити Бена. Лок погоджується говорячи, що він дуже небезпечний. Джон націлюється на Бена і зі словами " прощавай Бенджамін " хоче спустити курок, та останній починає розповідати інформацію про Шарллоту виказуючи для чого вона тут. Також Бенджамін розповідає, що у нього є на кораблі шпигун, але не називає його. Тож уцілілі залишають його в живих. Вони доходять до бараків інакших та оселяються там. Лок носить Бену їжу тримаючи його під замком, а він насміхається з нього говорячі, що Джон так заплутався, що починає просити його про допомогу. Лок у люті забирає підніс і розбиває його об стіну. Днями пізніше до Лока приходить Саїд і пропонує обмін: Лок віддасть йому Шарлотту, а натомість Саїд віддасть йому Майлза і він погоджується. Джон намагається дізнатись у Майлза інформацію про людей з корабля, але останній нічого не хоче казати. Після Лок звільняє Бенджаміна в обмін на інформацію про Чарльза Відмора, яку знав Бен. Потім він ставить в рот Майлзу гранату і знімає загвіздок, щоб його розговорити. На засіданні ввечері Майлз таки зізнається, що вони прилетіли тільки заради Бена і розповідає їм все, що знає.

Наступного дня Джон, Г'юго та Соєр чують якесь попередження з телефону. Вони йдуть до Бена, а той говорить, що потрібно негайно окопатися в домі, бо сюди йдуть люди Відмора. З'являється загін Мартіна Кімі в якого в полоні знаходиться дочка Бена — Алекс. Кімі говорить, що якщо Бен не вийде через 10 секунд, то він застрелить її. Бен намагається його обманути говорячи, що це не його дочка, але Кімі не вірить і стріляє. Після Бен викликає димового монстра і той починає вбивати солдатів Відмора. Лок відходить з іншими в джунглі, поки Бенджамін прощається з Алекс. Після Лок співчуває Бену, що він втратив дочку. Джон говорить Соєру, що Герлі залишиться з ним адже тільки він може знайти дім Джейкоба. Соєр неохоче погоджується і відпускає його. Після Джон, Г'юго та Бен починають пошуки хатини Джейкоба. Джону сниться сон в якому працівник ДАРМИ — Гораціо просить Джона знайти його. Він знаходить його труп і виявляє в небіжчика карту, яка показує як добратись до оселі яку вони шукають.

Коли вони її знаходять туди заходить тільки Лок і бачить дивного чоловіка. На питання: «Ви Джейкоб?» він відповідає «Ні. Та я той, хто може говорити від його імені». Лок розпитує як врятувати острів, а він говорить йому, що для цього йому потрібно перемістити острів. Вони відправляються на станцію «Орхідея», де на них вже чекають люди Відмора. Бен здається їм, але потім Річард рятує його і він відправляється, щоб допомогти Джону. Лок зустрічає Джека і говорить йому, щоб він не їхав з Острова, але Джек його не слухає. Джон говорить, що йому доведеться брехати про все, що сталось на острові для того, щоб його врятувати. Після слів: «Тобі прийдеться брехати, але так як ти брешеш самому собі для тебе це буде легко» Джон разом з Беном відправляється на ліфті углиб Орхідеї.
Туди відправляється і Мартін Кімі, щоб спіймати Бен. Після розмови з Локом Бен б'є його два рази в груди і той помирає. В результаті цього спрацьовує пристрій на його руці, який активує вибухівку на кораблі. На питання Джона: «Що ти наробив? Тиж убив усіх, хто на кораблі!» Бен відповів «І що з того?». Після Джон відправляється до Річарда і стає лідером інакших, а Бен повертає колесо на Орхідеї і переміщує острів. У фінальній серії четвертого сезону у флешфорварді ми дізнаємося, що Джон загине приблизно через три роки після того, як Шістка Ошеанік вибереться з острова.

#### Сезон 5
Після того, як Бен повернув колесо на станції «Орхідея» острів перемістився. Разом з тим почались стрибки через простір. Джон потрапив в той час, коли розбився літак наркоторговців. Він намагається залізти до нього, але в нього починають стріляти і попадають в ногу, після чого він падає. Опинившись на землі Джон бачить Ітана, який стріляв в нього. Ітан не впізнає Джона так як перший раз його бачить і намагається його вбити, та відбувається новий спалах і Джон знов мандрує в часовому просторі. До нього підходить Річард і витягає кулю з пораненої ноги. Річард також говорить Джону, що для того, щоб повернути всю Шістку Ошеанік йому прийдеться померти і дає йому свій компас сказавши, що в наступний раз він його може не пізнати і для цього йому потрібно буде показати цей компас йому. Потім через деякий час ми бачимо, що Соєра та Джульєт хочуть вбити працівники ДАРМИ, та тут з'являється Джон і рятує їх. Вони доходять до табору інакших, де Джон зустрічає молодого Відмора і розмовляє з Річардом.
Після знову трапляється спалах і Джон разом з Джульєт, Соєром, Майлзом, Шарлоттою та Фарадеєм відправляються на «Орхідею». По дорозі у Шарлотти виникають кровотечі через стрибки в часі і вона помирає. Група знаходить станцію та через ще одний спалах вона зникає. Джин просить, щоб Лок не повертав на острів Сун і останній дає слово. Джону доводиться спуститись в колодязь, та через ще один стрибок в часі його канат відрізається і він падає на землю переламавши кістку в нозі. Соєр намагається його витягнути та вже пізно, адже колодязь зник.
Тут до Джона приходить монстр в образі батька Джека і говорить, що це не Бен мав повертати колесо, а саме Джон так як він «Особливий». Також він підтверджує слова Річарда, що для того, щоб повернути інших Джон має померти. Джон повертає колесо і переміщається з Острова в Туніс. Там його знаходять люди Відмора і перевозять в шпиталь. В шпиталі його ногу виліковують і через пару годин, його відвідує Чарльз Відмор, який підставляє до нього водія — Меттью Аббадона. Вони подорожують по світу і Лок відвідує всю Шістку Ошеанік і Волта, просячи їх повернутися на Острів (усіх окрім Волта та Сун). Але всі вони відмовляються його слухати.

### Смерть
В останній серії третього сезону було показано, як Джек Шепард дізнався про чиюсь смерть. В останній серії наступного, четвертого сезону було показано, що в труні було тіло Джона Лока.
У п'ятому сезоні автори серіалу розкрили таємницю смерті Лока. Не зумівши виконати місію, Джон хотів покінчити з собою, але з'являється Бен і спочатку намагався відмовити Джона від самогубства мовляв, що Лок переконав Джека і той вже замовив квиток на літак. А потім, отримавши від Лока важливу інформацію (про те, що Джин живий, і про те, що Елоїза Хоукінг має допомогти Шістці Ошеанік повернутися на Острів), вбиває його, обставляючи все як самогубство. Перед відходом Бен промовляє слова: «Мені буде не вистачати тебе Джон. Справді».

### Повернення на Острів
Ілана та інші уцілівші з рейсу 316 привозять закритий залізний ящик до Інакших; їх зустрічає Річард, і йому показують, що в залізному ящику знаходиться труп Джона Лока. Стає зрозуміло, що той Лок, який пішов вбивати Джейкоба — конкурент Джейкоба, який сидів з ним на пляжі (ймовірно в 1845 році, незадовго до катастрофи Чорної Скелі), а справжній Джон Лок мертвий.
В 6-му сезоні саме Сун настояла,що Лока не можна ось так тут кинути, а потрібно похоронити. На похороні Бен сказав, що він дуже шкодує, що вбив Джона. («The Substitute»)

### Димовий монстр в образі Джона Лока
Після того, як тіло Джона Лока привезли на острів, людина в чорному прийняла його подобу. Він міг пам'ятати спогади Джона. До нього підходить Ілана, і той запитує в неї, чиї човни стоять біля берега. Вона відповідає, що не знає, а взагалі їх було три, але один забрали пілот і якась дівчина і попливли. Лок говорить, що останнє, що він пам'ятає — як він помер. Лок приходить до Цезаря і говорить, що прожив тут більше 100 днів і багато знає про це місце. Цезар розповідає про те, що було в літаку після спалаху, а Лок говорить, що знає, як повернувся на острів. Цезар приводить його до поранених пасажирів рейсу 316, і Лок, дивлячись на Бена, говорить, що ця людина його вбила (Життя і смерть Джеремі Бентама). Бен приходить у себе, а Лок сидить поруч з ним і вітає Бена «у світі живих». (Зворотної дороги немає). Бен був вельми здивований, хоч і сказав, що вірив у воскресіння Лока. Бен сказав, що повернувся на острів, щоб його судив монстр. Пізніше Лок захотів дізнатися, чому Бен убив його, а коли той розповів Лок сказав, що допоможе йому постати перед судом. Вони разом пливуть на головний острів. Коли вони припливають Лок говорить Бену, що знає, що він хоче постати перед судом через смерть Алекс. Лок питає, чия була ідея вбити співробітників Дарми, але Бен не відповідає. Вони зустрічають в Казармах Сун і Френка. Лок переконує Сун залишитися, щоб вона змогла побачитися з Джином. Лапідус йде, а Бен викликає монстра. В цей час Лок кудись ходив, сказавши, що по справі. Коли монстр не з'явився Лок сказав, що треба йти до нього і те, що він знає, де живе монстр. Вони приходять і спускаються під Храм. Там Бен зізнається, що Лок правий щодо того, чому він хоче постати перед судом і каже, що далі він піде один, але провалюється на рівень нижче. Поки Лок йде знайти що-небудь, щоб його витягнути з'являється монстр, але нічого йому не робить. Поверненому Локу Бен каже, що монстр помилував його. (Мертвий — означає мертвий).
Лок, Бен і Сун приходять в табір на березі. Річард не розуміє, куди пропав Лок три роки тому. Лок говорить, що темніє, і їм треба кудись сходити. Річард говорить, що він змінився, Лок у відповідь каже, що це тому, що у нього є мета. Лок просить Бена піти з ними і каже, що більше він його витівок не боїться. Він обіцяє Сун повернути Джина і інших і йде. По дорозі Лок просить відвести його до Джейкоба, і Річард згоден, так як він їх лідер. Лок, Бен і Річард приходять до літака наркоторговців, і Лок дає інструкції Річарду: Він повинен буде вийняти кулю з ноги людини, яка вийде з джунглів. Він повинен буде так само сказати йому, що він зобов'язаний повернути своїх людей на острів, але для цього йому доведеться померти. Коли з джунглів виходить людина, Лок говорить йому, що це він. Лок говорить Бену, що розрахувати час йому допоміг острів і розкусив Бена, що він ніколи не бачив Джейкоба. Після місії Річарда вони вирушили назад. У таборі Лок звертається до всіх Інакших і пропонує їм піти до Джейкоба всім разом, і ті погоджуються. Вранці вони йдуть, Бен каже Локу, що Річард сумнівається в тому, що він впевнений, що робить і говорить, що він на його боці. Лок говорить, що насправді вони йдуть до Джейкоба, щоб убити його. (Вслід за лідером). Лок говорить Річарду, що його воскресіння це заслуга Джейкоба, і саме тому він йде подякувати йому. Лок здивований, чому Бен не сказав Річарду про план щодо Джейкоба, але дізнавшись, що Алекс пригрозила Бену смертю, якщо він не стане слухати Лока, Джон зрадів і сказав, що Джейкоба повинен буде вбити Бен.
Лок зупиняється на відпочинок у старому таборі уціліли, і там Бен признається Локу, що тоді три роки тому, коли вони ходили до Джейкоба, він його обдурив, так як йому було соромно, що він ні разу не бачив Джейкоба. Лок на питання Бена чому саме він повинен убити Джейкоба, відповідає, що незважаючи на його вірне служіння острову, його пухлину, його дочку котра загинула у нього на очах, та й ще він був вигнаний. І все це заради людини, якої він навіть не бачив. Коли вони приходять до статуї, Річард противиться, щоб Бен йшов туди, але Лок його зупиняє. Вони заходять в отвір під статуєю, Лок дає Бену ніж і каже, що все зміниться, коли Джейкоб помре. Коли вони заходять, Джейкоб відразу пізнає в Локу свого ворога і каже, що той все-таки знайшов «лазівку». Лок просить Бена зробити те, що він велів. Джейкоб намагається сказати Бену, що у нього є вибір. Після розмови Бен розуміє свою безглуздість і б'є двічі Джейкоба ножем у груди. Той каже «Вони йдуть», а Лок штовхає Джейкоба у вогонь, і той згорає. (Інцидент). Після того, як тіло Джейкоба згорає, Лок просить Бена покликати Річарда. Він іде, а повертається з охоронцями Джейкоба. Лок говорить їм, що Джейкоб мертвий, і тепер їм тут нічого робити, а коли Брам стріляє, Лок зникає, і з'являється монстр, який вбиває Брама і його людей. Після Лок знову з'являється і просить вибачення у Бена, що бачив його таким. Бен розуміє, що Лок використовував його, щоб позбутися від Джейкоба, але Лок говорить, що не примушував це робити. Лок також говорить, що коли Бен душив Джона Лока, у того були думки, за що він його вбиває. Він розповідає Бену про Лока. Яким він був, і каже, що він хоче того, що не хотів Джон — покинути острів. Лок виходить з кімнати під статуєю, підходить до Річарда і каже йому: «Радий бачити тебе без ланцюгів». Річард розуміє, хто перед ним. Лок б'є його і забирає в джунглі. (Аеропорт Лос-Анджелеса). Лок говорить Річарду, що вигляд Лока допоміг йому підібратися до Джейкоба, адже Джон Лок був кандидатом і просить знову приєднатися до нього, але Річард знову відмовляється. Лок бачить тринадцятирічного Джейкоба, лякається і залишивши Річарда йде сказавши, що вони «побачаться раніше, ніж він думає».
Лок приходить до Соєра, і той відразу розуміє, що перед ним не справжній Джон Лок. Лок говорить, що він може відповісти на головне питання: «Чому він тут?», і просить піти з ним. Соєр погоджується. Коли вони йдуть, Лок знову бачить юного Джейкоба, але тепер і Соєр бачить його. Лок біжить за ним, але падає. Юнак каже, що за правилами він не зможе його вбити. Лок кричить «я знаю, що можу». Він повертається, і вони продовжують шлях. Вони приходять до краю скелі і спускаються по сходах. Там Лок рятує Соєра від падіння, і вони потрапляють в печеру. Лок показує Соєру написи на стінах і стелі. Майже всі викреслені. Він каже, що писав це Джейкоб, який вважав себе захисником острова. Він керував островом, шукаючи собі заміну. Лок дає йому три варіанти: Нічого не робити, і тоді твоє ім'я викреслять; зайняти його місце, ставши захисником цього острова (Лок також говорить, що цей острів нема від чого захищати) або виїхати з острова, але зробити вони це можуть тільки разом. Соєр каже, що згоден на третій варіант. (Заступник).
Лок приходить до Клер, і вона представляє його Джину як свого друга, хоча і знає, що це не Джон (Маяк). Лок відправляє Клер в Храм передати послання Догену. Лок зустрічає Саїда, який відразу встромляє йому кинджал у груди, але Лок його витягує і запитує, чому він це зробив. Саїд розповідає, що Доген сказав, що він зло. Лок говорить, що Доген знав, що Саїд не зможе його вбити і думав, що він уб'є Саїда. І це вже не в перший раз, коли Доген хоче вбити Саїда чужими руками. Він говорить Саїду, що просто хоче, щоб він передав повідомлення мешканцям Храму. Лок натомість обіцяє йому повернути його улюблену. Після того, як Саїд передав послання і вбив Догена, Лок у вигляді диму убив всіх, хто залишився в Храмі. А після він йде з тими, хто перейшов на його бік, Саїдом, Кейт і Клер геть від Храму. (Захід).
Бен копає собі могилу, приходить Лок і каже, що підбирає людей, щоб піти з острова, а коли вони поїдуть, то Бен буде головним на острові. Він звільняє його і йде, сказавши, що чекає його на острові Гідри. (Доктор Лайнус). Лок відсилає Соєра на розвідку на острів Гідри, а поки розбиває табір на галявині. Лок рятує Кейт від Клер, а після розповідає Кейт, що це він винен. Клер без Аарона була спустошена, і він дав їй об'єкт для ненависті, сказавши, що її син у Інакших в Храмі, і це все вилилося на Кейт. Але він думає, що все налагодиться. Потім він показав їй, куди відправив Соєра і сказав, що його мати була божевільною, і від цього у нього стільки проблем. (Описавши мати справжнього Лока) Він говорить, що мати Аарона тепер теж така ж. Повернувшись, Соєр йому розповів, що на тому острові Відмор, і про угоду з ним, а Лок подякував йому за вірність. (Розвідка).
Лок бачив, як Річард прийшов і викопав хрестик Ізабелли і як його відрадив Герлі допомогти зупинити чорний дим (З початку часів). Лок говорить Джину, що він знайде Сун, щоб всім разом поплисти. Він йде, залишаючи Саїда за головного, а сам приходить до Сун і каже, що знайшов Джина і він з ним і пропонує йти з ним, але Сун не вірить йому і тікає. Лок залишає Сун і йде в свій табір, де бачить, як всі лежать. Їх приспали, Джина немає. Лок збирається з Саїдом плисти на Гідру, і каже Клер, що її імені немає в печері на стіні, але в літаку місця всім вистачить. Клер запитує про Кейт, але Лок говорить, що її ім'я теж немає, але вона повинна посадити в літак трьох важливих людей, а потім йому все одно, що буде з нею. Соєру Лок говорить, що вони пливуть за Джином. Лок з'являється на березі Гідри, бачить звукову огорожу і просить Відмора віддати Джина, але той каже, що не знає про це нічого. Лок говорить, що «на острові насувається війна. Ось вона і почалася». Лок повертається і каже, що Саїд залишився, щоб з'ясувати, що в замкненій каюті корабля. (Посилка).
Лок говорить Соєру і Кейт, які стурбовані тим, що немає жодних спроб повернути Джина, що він чекає, коли прийдуть Джек, Герлі і Сун. Приходить Саїд і відводить Лока до Дезмонда. Дезмонд каже, що його викрали і тут обробили потоком електромагнітної енергії. Але Дезмонд думає, що він справжній Джон Лок. Лок відпускає Саїда, а сам йде з Дезмондом до криниці. По дорозі вони бачать юного Джейкоба, той посміхається і тікає. Лок розповідає, що колодязь, у якого вони стоять, був зроблений дуже давно і не заради води. Люди шукали відповіді, чому в деяких місцях стрілки компаса і метал вели себе дивно, а Відмора цікавить влада. Лок запитує, чому він не боїться, а коли Дезмонд каже, що не бачить у цьому сенсу, Лок штовхає його в колодязь. Коли Лок повертається, до них приходять Джек, Герлі, Сун і Френк і кажуть, що хочуть поговорити. Герлі каже, що не хоче, щоб хтось постраждав, і Лок віддає свій ніж. Тоді всі виходять, і Джек з подивом і страхом дивиться на Лока (Всі люблять Герлі). Лок просить розмови з Джеком, і вони йдуть в джунглі. Лок говорить Джеку, що в образі його батька був він, бо хотів, щоб він знайшов воду. Лок говорить, що він завжди хотів, щоб всі вони полетіли з острова.
Вранці в табір приходить Зоуї і вимагає віддати Дезмонда, інакше вони завдадуть ракетний удар, і дає рацію, але коли вона пішла, Лок розбиває рацію. Лок збирає всіх, і, давши Соєру карту, вони йдуть в умовлене місце. Потім Лок просить Саїда вбити Дезмонда, а сам повертається і веде групу на місце, а пізніше залишає їх, йдучи назад за Саїдом. Лок зустрічає його і Саїд говорить, що він зробив те, що він хотів. Лок йому вірить, та вони наздоганяють групу і на березі знаходять Джека, який стрибнув з яхти за борт. Незабаром Відмор починає обстріл Лока і його людей. Джека контузило, і Лок рятує його. (Останній рекрут). Лок переконує Джека допомогти врятувати друзів з кліток Відмора. Після того, як він у вигляді монстра вбив людей Відмора, а Джек врятував друзів, Лок йде до літака, вбиває пару охоронців, знімає у одного з них годинник і знаходить вибухівку в літаку. Лок показує її уцілівшим і пропонує поплисти на підводному човні. Він непомітно підклав вибухівку в рюкзак Джека, і, коли вони йшли до підводного човна, Джек зіштовхнув Лока у воду на прохання Соєра. А коли він виліз, та пішов у бік Відморовців і почав їх вбивати, а потім нібито не встиг на підводний човен. Всі спливли, а Лок сказав Клер, що її щастя, що вона не там. Вже вночі вони з Клер стоять біля причалу. Лок говорить Клер, що підводний човен затонув, але загинули не всі, і він відправляється закінчити те, що розпочав. (Кандидат).
Лок прийшов в Бараки, де попросив Бена вбити когось, а потім убив Зоуї і дізнався від Відмора, навіщо він привіз на острів Дезмонда. Лок і Бен йдуть до криниці. По дорозі Бен запитує, чому він ходить, коли може перетвориться на дим і полетіти, на що він відповідає, що земля під ногами нагадує йому, що він колись був людиною. Вони виявляють, що Дезмонда немає в колодязі. Лок передає слова Відмора про те, що Дезмонд — це остання надія Джейкоба. І тепер він знайде його і з його допомогою знищить острів. (Заради чого вони загинули).
Соєр приходить за Дезмондом і виявляє, що його там немає. Соєр говорить, що знає про бажання Лока знищити острів і те, що вони більше не кандидати. Соєр йде, а Бен запитує, чи правда це. Лок говорить, що він хоче потопити острів і пропонує Бену поплисти з ним на яхті. Лок виявляє собачий слід і знаходить Дезмонда у Бернарда і Роуз. Він погрожує вбити їх, якщо він не піде з ним. Дезмонд погоджується, і вони разом ідуть назустріч групі Джека. Вони зустрічаються, і Лок дізнається, що Джек новий Джейкоб. Джек говорить, що не може його зупинити, і піде з ним, так як він знає, куди вони йдуть. Джек говорить, що вб'є Лока, але як він це зробить — сюрприз. Вони доходять до бамбукового гаю, і Лок, Джек і Дезмонд йдуть далі одні. Вони приходять до джерела і спускають вниз Дезмонда. Лок говорить, що це нагадує той час, коли вони сперечалися, натискати на кнопку чи ні. Джек говорить, що він образив пам'ять про Джона, взявши його вигляд. Той Джон був у всьому правий. Лок відповідає, що він ні в чому не був правий, і коли острів піде на дно, Джек це зрозуміє. Коли Дезмонд вимикає світло в джерелі, Лок говорить Джеку, що він помилився і виходить з печери, щоб добратися до яхти, але Джек вибігає і нападає на нього. У нього видно кров, він більше не безсмертний. Джек починає душити Лока, а він б'є Джека каменем по голові і тікає. Джек наздоганяє його у скелі, де печера Джейкоба з іменами, і там починається їх остання битва, в якій Лок б'є ножем Джека в бік і хоче перерізати йому горло. Джек пручається, але ніж починає різати шию, як раптом лунає постріл, і Лок падає. Стріляла Кейт. Лок говорить, що Джек запізнився. Джек скидає Лока вниз, і він гине. (Кінець).

### В альтернативній реальності
На виході з літака в Альтернативній реальності Джон Лок знайомиться з хірургом Джеком Шепардом. Лок також, як у класичній реальності, в інвалідному візку і не може ходити. Джек дає Локу свою візитку і вони розходяться. У цій реальності Джон, як і раніше працює в конторі, але його начальник Ренді звільняє його, і на виході Джон зустрічається з Г'юго, який виявився власником цієї компанії. Г'юго відправляє Джона в агентство по найму, що також належить йому. В агентстві Роуз Недлер направляє його в школу на роботу вчителем. Там Джон знайомиться з Бенжаміном Лайнусом — вчителем історії Європи. Також в цій реальності у Джона є наречена Гелен Норвуд.
Незабаром Джона збиває Дезмонд, який згадав своє справжнє життя із класичної тимчасової лінії. У лікарні, коли санітари перевозили Лока, поруч перевозили і Сун Квон. Побачивши його, вона стала кричати: «Це він! Це він!» Оперувати Лока став Джек Шепард. Після операції Джек сказав, що може поставити Джона на ноги, але Лок відмовився від цього. Намагаючись знайти причину відмови Лока, Джек знаходить батька Лока — Ентоні Купера, який виявився паралізований. Пізніше Джон розповів, що вони з батьком летіли на літаку, яким пілотував Джон, і літак зазнав аварії, через що сам Джон опинився в інвалідному кріслі, а його батька паралізувало. В самому кінці Джон їде у візку до собору, де його зустрічає Бен. Бен просить у Джона пробачення говорячи : «Пробач мене Джон за все, що я тобі причинив», а Джон відповідає «Якщо тобі від цього стане легше, то я пробачаю». Також Бен говорить, що тепер він може встати і цей візок йому не потрібний. Попрощавшись з Беном Джон заходить в собор і вітається з усіма та Джеком. Після вони переходять на новий рівень.

## Цікаві факти
- Джон був мисливцем;
- До того, як Джон почав ходити на острові він чотири роки провів в інвалідному віску;
- Джон єдиний, хто умудрився підірвати 2 станції ДАРМИ попідряд («Лебідь» та «Полум'я»);
- Лок єдиний, хто вірив в острів ще з самого початку і знав, що він обраний;
- Коли він вперше побачив димового монстра, той його нечіпав;
- Із головних персонажів тільки в Джона були пророчі сни;
- Лок, Еко і Дезмонд єдині, хто дивом уціліли після вибуху станції «Лебідь»;
- Джон мав велике серце та душу, тому що незважаючи на всі негативні дії свого батька, він його пробачав;
- Саме він перший знайшов бункер (станцію «Лебідь»);
- Лок той, хто в перші дні організував полювання на кабанів тим самим забезпечивши їжею уцілілих;
- Тільки Джон намагався врятувати Кімі в той час, як Бену було всерівно;
- Заради того, щоб залишитись на острові Джон підірвав станцію «Полум'я», підводний човен інакших і вбив Наомі;
- Чорний дим обрав саме тіло Джона, а не когось інакшого;
- Джон єдиний, хто поспівчував Бену після загибелі його дочки.

## Террі О'Квінн про свого персонажа Джона Лока
З інтерв'ю Associated Press по закінченні третього сезону:
"Associated Press": Чого нам чекати від Джона Лока?
О'Квінн: «Він буде намагатися зрозуміти, хто ж ці новоприбулі, яка їх місія, оскільки Джон чітко знає, що це — не рятувальники, і, пам'ятаючи про слова Бена про шпигуна на кораблі, він буде намагатися зрозуміти, хто ж це і що відбувається. Він вірить, що його призначення — захищати острів. І він буде робити все для захисту.»
Associated Press: А як це позначиться на характері персонажа і його розвитку?
О'Квінн: «У Джона своя філософія. Коли ви переконані в тому, що робите правильно, у вас з'являється впевненість у тому, що ви справді можете зробити абсолютно все, тільки на підставі цієї впевненості у власній правоті. Ви відчуваєте себе босом, ви стаєте небезпечним. Ви можете бути жорстоким. Навіть тираном. Майбутнє покаже.»
Associated Press: А не починають проявлятися при цьому нотки божевілля?
О'Квінн: «Питання не в тому, чи він знаходиться на межі, а от, де ця сама межа знаходиться, і як далеко він готовий зайти, в чому він помиляється, а в чому правий на всі 100 відсотків, де потрібно зупинитися, а де — йти вперед. Я не знаю напевно.»
Associated Press: Ви сказали, що Лок, нажимаючий на кнопку — гнітюче видовище. А що ви можете сказати про теперішнього персонажа?
О'Квінн: «Мені подобається теперішній розклад. Хоча при перегляді наступних декількох епізодів і може скластися враження, що він заплутався, не знає, що робити. Але це — його манера поведінки. Він знаходить щось, це змушує його рухатися далі, він немов стикається з якоюсь перешкодою, він чекає, що буде далі, очікування його дратує, він втрачає терпіння, але потім щось відбувається — і він рухається далі. За цим цікаво спостерігати — хоча подекуди, можливо, і немає, іноді це засмучує, але саме це зараз відбувається з його персонажем.»
Associated Press: Кажуть, між вами і сценаристами виникли розбіжності?
О'Квінн: «Так, в кінці третього сезону, коли Лок метнув ножа в спину Наомі, тоді я сказав: „Це зачіпає мене, це нетиповий вчинок для Джона, це так несхоже на нього, це абсурд“. У мене тоді була серйозна розмова з Деймоном Лінделофом і Карлтоном Кьюзом, вони сказали мені: „Дивись, Лок вірить, що чинить правильно. Його життя поза небезпекою, але натомість він отримує інструкції до дії. Він вірить, що Наомі — найнебезпечніша людина, що знаходиться в даний момент на острові, і він робить те, що робить. Просто зроби це“. У відповідь я запитав: „Ну якщо я метну ніж у спину Наомі, то можу я ще й вистрілити Джеку в коліно.. або ще куди-небудь?“
З інтерв'ю «Сезон полювання» (Paul Terry, Lost Magazine):
«Я люблю вірити в містичне. Як і Лок, я хочу вірити в магію. Він шукає пояснення, і, я сподіваюся, ми його не втратимо. Ми пробули там досить довго, і іноді — і деяким з нас про це треба нагадувати — тут небезпечно. Знаєте, мало що може трапитися в джунглях. Це може статися завжди і це може статися миттєво, тому слід стояти навшпиньки. У Джоні мені подобається очікування дива. Хочеться вірити, що є навколо нас речі, які не можна пояснити, що якщо відкрити очі в певному напрямку, ми могли б побачити або відчути. Я вірю, що потрібно про це попросити і постійно розвивати. Потрібно нагадувати собі, що кожен, кого ти зустрінеш, міг би бути знаком, ніж істотним.»